# Givichy Universal
 (décembre 2016).
Givichy Universal est un label belge issu d'un projet musical de Vanessa Tesla, SamForce et Yvan Hinge. Fusionnant courants expérimentaux (IDM, breakcore, hip-hop expérimental, electronica) et pastiches de musiques commerciales (pop, rock, dance, hip-hop, ...), Givichy Universal devient un label à part entière avec une identité et un son propre. 
La sélection des artistes Givichy Universal vise toujours des profils oscillant entre expérimentation et pop, mais généralement avec un talent poussé pour le mastering et la post-production chirurgicale. À noter la participation de nombreux artistes invités pour quelques tracks : Grandmaster Melle, Babykruger, Antipop Consortium, Marcel Sel, Sindri,Aliosha, Marie Davidson...

## Historique
Le premier album, Givichy Universal, paraît début 2006.
Givichy Universal rachète plusieurs netlabels prometteurs (dont l'américain Tempoblaster). En 2013, Givichy multiplie les collaborations avec les artistes américains et japonais. En 2015, Givichy Universal dépasse les 100 000 vues sur Youtube avec un seul titre, ce qui relance les activités du label après un passage à vide. En 2016, Vanessa Tesla, qui en est à son 5e album, devient un personnage récurrent de la web série SaturdayMan.
Givichy Universal était initialement sous licence Creative Commons. Toutes les releases sont à présent en vente. Givichy Universal est pour l'instant domicilié à Bruxelles en Belgique.

## Artistes
- SamForce
- Yvan Hinge
- Givichy Universal (SamForce/Yvan Hinge)
- Vanessa Tesla
- Xena SuperMoog
- Pink Robot
- Chamylia
- Iganschar
- Charles Lee Lewis
- Babykruger
- Acid Prank
- Tekstup

## Catalogue
- GIVICHY001 : Givichy Universal, Givichy Universal, 01/2006
- GIVICHY002 : SamForce, Oui à l'Humain au Service de l'Ordinateur, 03/2006
- GIVICHY003 : Vanessa Tesla, Spermicid, 04/2006
- GIVICHY004 : Xena SuperMoog, Extreme Shopping Experience, 10/2006
- GIVICHY005 : Chamylia, Soleil Levant, 05/2007
- GIVICHY006 : Vanessa Tesla, Vasectomy, 04/2007
- GIVICHY007 : Givichy Universal, Mash Down, 11/2007
- GIVICHY008 : SamForce present : Sales & Marketing Compilation, 11/2008
- GIVICHY009 : Vanessa Tesla, Castration, 01/2009
- GIVICHY010 : Givichy Universal, Symbiotic Part One, 12/2013
- GIVICHY011 : Vanessa Tesla, V-Plasty, 09/2012
- GIVICHY012 : Igans, Keys, 04/2014
- GIVICHY013 : Vanessa Tesla, U-Transplant, 12/2016
- GIVICHY014 : Xena SuperMoog. Lethal Leasing Experience, 06/2025
- GIVICHY015 : SamForce, Cryptowall, EP 08/2015
- GIVICHY016 : Acid Prank x Givichy, Ta Kette, (Single Club Mix) 12/2015
- GIVICHY017 : SamForce, Molenbreak, EP 03/2016
- GIVICHY018 : Vanessa Tesla, Autogamy, 12/2020
- GIVICHY019 : Givichy Universal & Acid Prank, Le Cycle Publicitaire Belge, 04/2023
- GIVICHY020 : Vanessa Tesla, Celebrate God, 03/2023
- GIVICHY021 : Le Grand Remplacement, 02/2023
- GIVICHY022 : Givichy Universal, Featuring Everyone, 06/2024
- GIVICHY023 : Givichy Universal, Chanson Française, 03/2025
- GIVICHY024 : Vanessa Tesla, Desecrate the Devil, 09/2025